# Andrzej Jagielski (bokser)
Andrzej Jagielski (ur. 11 listopada 1949) – polski bokser, dwukrotny wicemistrz Polski.
Wystąpił w wadze piórkowej (do 57 kg) na mistrzostwach świata w 1974 w Hawanie. Po wygraniu dwóch walk przegrał w ćwierćfinale z Rigoberto Garibaldim z Panamy.
Był wicemistrzem  Polski w wadze piórkowej w 1973 i 1975 oraz brązowym medalistą w wadze papierowej (do 48 kg) w 1968 i 1969, w wadze muszej (do 51 kg) w 1970 oraz w wadze koguciej (do 54 kg) w 1971.
W latach 1973–1976 sześciokrotnie wystąpił w reprezentacji Polski, odnosząc 5 zwycięstw i ponosząc 1 porażkę.
Jego młodszy brat Ryszard również był znanym bokserem, medalistą mistrzostw Polski i reprezentantem kraju.